# Brittany Snow
Brittany Snow, född 9 mars 1986 i Tampa, Florida, är en amerikansk skådespelare.
Snow har medverkat i ett flertal TV-serier, bland annat Drömmarnas tid. Hon har även medverkat i filmer som bland andra John Tucker Must Die och Hairspray.

## Filmografi i urval

### TV-serier
- Från jorden till månen (1998)
- The Guiding Light (1998–2001)
- Murphy's Dozen (2001)
- Drömmarnas tid (2002–2005)
- Gossip Girl avsnitt 24 säsong 2 (2009)
- Harry`s Law (2011)
- Almost Family (2019–2020)
- 2025 – The Hunting Wives (TV-serie)

### Filmer
- 1995 – Whisper of the Heart – Shizuku
- 2005 – The Pacifier – Zoe Plummer
- 2006 – John Tucker Must Die – Kate
- 2007 – Hairspray – Amber Von Tussle
- 2008 – Prom Night
- 2008 – Finding Amanda – Amanda King
- 2008 – Black Water Transit – Sardoonah
- 2009 – The Vicious Kind – Emma
- 2009 – Clock Tower – Alyssa Hale
- 2011 – 96 Minutes – Carley
- 2012 – Pitch Perfect – Chloe Beale
- 2015 – Pitch Perfect 2 – Chloe Beale
- 2017 – Pitch Perfect 3 – Chloe Beale
- 2019 – Someone Great